# Alexandru IV Iliaș
Pour les articles homonymes, voir Alexandru.
Alexandru IV Iliaș est prince de Valachie 1616 à 1618 puis de 1629 à 1630 et prince de Moldavie 1620 à 1621 et 1631 à 1633. La monarchie est élective dans les principautés roumaines de Moldavie et de Valachie, comme en Transylvanie et en Pologne voisines : le prince (voïvode, hospodar ou domnitor selon les époques et les sources) était élu par (et souvent parmi) les boyards : pour être nommé, régner et se maintenir, il s'appuyait sur les partis de boyards et fréquemment sur les puissances voisines, habsbourgeoise, polonaise, russe et surtout ottomane, car jusqu'en 1859 les deux principautés étaient vassales de la « Sublime Porte » ottomane dont elles étaient tributaires.

## Biographie
Alexandru IV Iliaș est le fils de Ilie, ou Iliaș, lui-même fils d'Alexandru IV Lăpușneanu, prince de Moldavie. Son père fut élu prince de Valachie en mars 1591 mais il ne peut s'imposer face à Radu.
Alexandru IV est agréé par les Ottomans prince de Valachie de septembre 1616 à novembre 1618 puis d'octobre 1629 au 10 septembre 1630. Il fut également prince de Moldavie sous le nom de Alexandru Ilie du 10 septembre 1620 (après la bataille de Țuțora) à octobre 1621 et de décembre 1631 à avril 1633 ; il meurt en 1666.
D'une épouse inconnue il laisse deux fils :
- Radu XI Iliaș, prince de Valachie ;
- Ilie III Alexandru prince de Moldavie.

## Note
1. ↑  Le candidat au trône devait ensuite "amortir" ses "investissements" par sa part sur les taxes et impôts, verser en outre le tribut aux Ottomans, et s'enrichir néanmoins. Pour cela, un règne d'au moins un an était nécessaire, mais la "concurrence" était rude, certains souverains ne parvenaient pas à se maintenir assez longtemps sur le trône, et devaient ré-essayer. Cela explique la brièveté de beaucoup de règnes, les règnes interrompus et repris, et parfois les règnes à plusieurs (co-princes). En fait, le gouvernement était assuré par le Mare Vornic (premier ministre), ses ministres (spatar-armée, vistiernic-finances, paharnic-économie, logofat-intérieur... approximativement) et par le Sfat domnesc (conseil des boyards).
Concernant le tribut aux Turcs, la vassalité des principautés roumaines envers l'Empire ottoman ne signifie pas, comme le montrent par erreur beaucoup de cartes historiques, qu'elles soient devenues des provinces turques et des pays musulmans. Seuls certains territoires moldaves et valaques sont devenus ottomans : en 1422 la Dobrogée au sud des bouches du Danube, en 1484 la Bessarabie alors dénommée Boudjak, au nord des bouches du Danube (ce nom ne désignait alors que les rives du Danube et de la mer Noire), en 1538 les rayas de Brăila alors dénommée Ibrahil et de Tighina alors dénommée Bender, et en 1713 la raya de Hotin. Le reste des principautés de Valachie et Moldavie (y compris la Moldavie entre Dniestr et Prut qui sera appelée Bessarabie en 1812, lors de l'annexion russe) ont conservé leurs propres lois, leur religion orthodoxe, leurs boyards, princes, ministres, armées et autonomie politique (au point de se dresser plus d'une fois contre le Sultan ottoman). Les erreurs cartographiques et historiques sont dues à l'ignorance ou à des simplifications réductrices. Voir Gilles Veinstein et Mihnea Berindei : L'Empire ottoman et les pays roumains, EHESS, Paris, 1987.